# From First to Last
From First to Last é uma banda de post-hardcore norte-americana formada em 1999 no estado da Flórida, com sede na área de Los Angeles e Tampa, Flórida.

## Membros
- Matt Good - Vocal (2007-presente), Guitarra, teclado (1999-2010, 2013-presente)
- Matt Manning - Baixo, Vocal (2007-presente)
- Travis Richter - Guitarra, Vocal (2002-2009, 2013-presente)
- Derek Bloom - Bateria, Percussão (1999-2010, 2013-presente)
- Sonny Moore - Vocal, Guitarra, teclado (2004-2007, 2017-presente)

## Membros Anteriores
- Phillip Reardon - Vocal (2002-2003)
- Blake Steiner - Guitarra (2009-2010)
- Joey Antillion - Baixo (2002-2003)
- Jon Weisberg - Baixo (2003-2005)
- Greg Taylor - Bateria, Percussão (2002)
- Chris Lent - teclado (2008-2009)
- Spencer Sotelo - Vocal (2015-2016)
- Derek Bloom - Bateria, Percussão (2002-2016)

## Discografia
- Aesthetic (2003, EP)
- Dear Diary, My Teen Angst Has a Body Count (2004)
- Heroine (2006)
- From First to Last (2008)
- Throne To The Wolves (2010)
- Dead Trees (2014)

## DVD
- Epitath Tour (2005)

## Videos
- Ride The Wings Of Pestilence
- Note To Self
- The Latest Plague
- Worlds Away

## Singles
- Such A Tragedy (2003)
- My Heart, Your Hands (2003)
- Ride The Wings Of Pestilence (2004)
- Note To Self (2005)
- The Latest Plague (2006)
- Shame Shame (2006)
- Worlds Away (2008)
- Two as One (2008)
- Make War (2016)